# 巴列德塞拉托
巴列德塞拉托，是西班牙卡斯蒂利亚-莱昂帕伦西亚省的一个市镇。 总面积39平方公里，总人口123人（2001年），人口密度3人/平方公里；截至2018年1月1日的人口普查，巴列德塞拉托總人口為88人，50歲以上人口佔68%。 （页面存档备份，存于）